# Eulalia Rolińska
Eulalia Rolińska (06 de janeiro de 1946), é uma ex-atiradora esportiva, treinadora de tiro esportivo e engenheira poloneza. Ela competiu nos Jogos Olímpicos de Verão de 1968 no México e nos Jogos Olímpicos de Verão de 1972 na Alemanha. Junto com Nuria Ortíz (México) e Gladys Baldwin (Peru), ela foi uma das três mulheres a competir nos eventos de tiro nas Olimpíadas de 1968.